# Ankify
Ankify es una península situada en el distrito de Ambanja, región de Diana, en la provincia de Antsiranana, parte del país africano de Madagascar. Se encuentra en las coordenadas geográficas 13°32′S 48°21′E / -13.533, 48.350 enfrente de las islas de Nosy Be y Nosy Komba. Un pequeño puerto permite abordajes a estos destinos. En su parte final hacia el norte, el pueblo llamado Doany está rodeado por un arrecife de coral.